# Денуайе, Луи Шарль
Луи Шарль Франсуа Денуайе (фр. Louis Charles Desnoyers; 6 апреля 1806, Париж — 6 февраля 1858, Париж — французский драматург, актёр, режиссёр, театральный деятель. Писал под псевдонимом Анатоль де Болье.

## Биография
Дебютировал как актёр и драматург в 1827 году с комедией-водевилем «Я буду комиком» (Je serai comédien).
Позже стал руководителем «Театра гимназии» (Théâtre du Gymnase Marie Bell), главным режиссёром в парижском «Комеди Франсез» (1841—1847), в мае 1852 года стал директором Театра де Л’Амбигу-Комик (Théâtre de l’Ambigu-Comique).
Автор большого числа водевилей, комедий и мелодрам, из которых особенно большой успех имела драма «Le naufrage de la Méduse» (1839).
Среди прочих, сотрудничал с А. Ф. Дэннери («La Bergère des Alpes»), Евгением Нусом, Леоном Бовелле и др.

## Избранные произведения
- 1825: L’Amour et la Guerre
- 1826: Je serai comédien
- 1828: L’Homme entre deux âges
- 1829: Gillette de Narbonne ou le Mari malgré lui
- 1829: Alice ou les Fossoyeurs écossaiss Connaissances
- 1829: Le Séducteur et son élève
- 1830: André le chansonnier
- 1830: La Leçon de dessin ou Mon ami Polycarpe
- 1831: Le Faubourien
- 1831: Les Polonais ou Février 1831
- 1831: Le Voyage de la Liberté
- 1840: Aubray le médecin
- 1840: Le Tremblement de terre de la Martinique
- 1840: Mazagran, bulletin de l’armée d’Afrique
- 1841: Le Marchand d’habits
- 1843: Sur les toits
- 1845: L’Enseignement mutuel
- 1846: Montbailly ou la Calomnie
- 1849: Les Trois étages, ou Peuple, Noblesse et Bourgeoisie
- 1850: Le Roi de Rome